# Championnat de Turquie de football 2009-2010
Navigation
Édition précédente Édition suivante
Le Championnat de Turquie de football 2009-2010 est la cinquante-deuxième édition du championnat de Turquie de football. Le premier niveau du championnat oppose dix-huit clubs turcs en une série de trente-quatre rencontres jouées durant la saison de football. La compétition débute le 9 août 2009 et se termine le 16 mai 2010.
Le championnat est remporté par Bursaspor, qui rejoint ainsi le club très fermé des vainqueurs du championnat turc (au nombre de quatre jusqu'alors).

## Championnat
Les dix-huit clubs se rencontrent chacun deux fois au cours de la saison : une fois sur leur propre terrain et une fois sur le terrain de l'adversaire. Les rencontres sont essentiellement jouées le samedi, et quelques rencontres sont décalées le vendredi ou bien le dimanche.
Le programme de la cinquante-deuxième édition du championnat de Turquie de football a été tiré au sort le 7 juillet 2009 à Istanbul.

## Les 18 clubs participants
| Club           | Ville      | Dernière montée | Classement 2008-2009 | Entraîneurs                            | Depuis | Stade                      |
| -------------- | ---------- | --------------- | -------------------- | -------------------------------------- | ------ | -------------------------- |
| Fenerbahçe     | İstanbul   | 1959            | 4                    | Christoph Daum                         | 2009   | Stade Şükrü Saraçoğlu      |
| Galatasaray    | İstanbul   | 1959            | 5                    | Frank Rijkaard                         | 2009   | Stade Ali Sami Yen         |
| Beşiktaş       | İstanbul   | 1959            | 1                    | Mustafa Denizli                        | 2008   | Stade BJK İnönü            |
| Trabzonspor    | Trabzon    | 1974            | 3                    | Şenol Güneş                            | 2009   | Hüseyin Avni Aker          |
| Ankaragücü     | Ankara     | 1981            | 13                   | Hakan Kutlu (22/12/2009) Roger Lemerre | 2009   | Stade Ankara 19 Mayıs      |
| Gençlerbirliği | Ankara     | 1989            | 14                   | Thomas Doll                            | 2009   | Stade Ankara 19 Mayıs      |
| Gaziantepspor  | Gaziantep  | 1990            | 8                    | José Couceiro                          | 2009   | Stade Kamil Ocak           |
| Denizlispor    | Denizli    | 1999            | 15                   | Nurullah Sağlam                        | 2009   | Stade Denizli Atatürk      |
| Kayserispor    | Kayseri    | 2004            | 7                    | Tolunay Kafkas                         | 2007   | Stade Kadir Has            |
| Ankara         | Ankara     | 2004            | 10                   | Jürgen Röber                           | 2009   | Stade Ankara 19 Mayıs      |
| Sivasspor      | Sivas      | 2005            | 2                    | Bülent Uygun (04/10/2009) Mesut Bakkal | 2010   | Stade Sivas 4 Eylül        |
| Bursaspor      | Bursa      | 2006            | 6                    | Ertuğrul Sağlam                        | 2009   | Stade Bursa Atatürk        |
| İstanbul BB    | İstanbul   | 2007            | 9                    | Abdullah Avcı                          | 2006   | Stade olympique Atatürk    |
| Eskişehirspor  | Eskişehir  | 2008            | 11                   | Rıza Çalımbay                          | 2008   | Stade Eskişehir Atatürk    |
| Antalyaspor    | Antalya    | 2008            | 12                   | Mehmet Özdilek                         | 2008   | Stade Antalya Mardan       |
| Manisaspor     | Manisa     | 2009            | 1 (1.Lig)            | Mesut Bakkal                           | 2009   | Stade Manisa 19 Mayıs      |
| Diyarbakırspor | Diyarbakır | 2009            | 2 (1.Lig)            | Ziya Doğan                             | 2009   | Stade Diyarbakır Atatürk   |
| Kasımpaşa      | İstanbul   | 2009            | 4 (1.Lig)            | Yılmaz Vural                           | 2009   | Stade Recep Tayyip Erdoğan |

Légende des couleurs
- Phase de groupes de la Ligue des champions de l'UEFA 2009-2010
- Troisième tour de qualification de la Ligue des champions de l'UEFA 2009-2010
- Tour de barrages de la Ligue Europa 2009-2010
- Troisième tour de qualification de la Ligue Europa 2009-2010
- Deuxième tour de qualification de la Ligue Europa 2009-2010
- Promu de Bank Asya 1.Lig

### Localisation des villes
Cinq équipes étaient domiciliées à İstanbul et trois à Ankara, capitale de la Turquie. Les autres équipes participant à la compétition étaient toutes issues de villes différentes.
| \| Localisation de la Turquie en Europe \| İstanbul (5) Trabzon Ankara (3) Gaziantep Kayseri Sivas Bursa Eskişehir Antalya Manisa Denizli Diyarbakır |
| Localisation de la Turquie en Europe |

Villes hôtes des équipes de la saison

## Compétition

### Classement final
| Rang | Équipe             | Pts | J  | G  | N  | P  | Bp | Bc  | Diff |
| ---- | ------------------ | --- | -- | -- | -- | -- | -- | --- | ---- |
| 1    | Bursaspor          | 75  | 34 | 23 | 6  | 5  | 65 | 26  | +39  |
| 2    | Fenerbahçe         | 74  | 34 | 23 | 5  | 6  | 61 | 28  | +33  |
| 3    | Galatasaray        | 64  | 34 | 19 | 7  | 8  | 61 | 35  | +26  |
| 4    | Beşiktaş (T)       | 64  | 34 | 18 | 10 | 6  | 47 | 25  | +22  |
| 5    | Trabzonspor (C)    | 57  | 34 | 16 | 9  | 9  | 53 | 32  | +21  |
| 6    | İstanbul BB        | 56  | 34 | 16 | 8  | 10 | 47 | 44  | +3   |
| 7    | Eskişehirspor      | 55  | 34 | 15 | 10 | 9  | 44 | 34  | +10  |
| 8    | Kayserispor        | 51  | 34 | 14 | 9  | 11 | 45 | 37  | +8   |
| 9    | Antalyaspor        | 49  | 34 | 14 | 7  | 13 | 49 | 38  | +11  |
| 10   | Gençlerbirliği     | 47  | 34 | 12 | 11 | 11 | 38 | 35  | +3   |
| 11   | Kasimpaşa (P)      | 41  | 34 | 10 | 11 | 13 | 50 | 53  | -3   |
| 12   | Ankaragücü         | 41  | 34 | 9  | 14 | 11 | 39 | 40  | -1   |
| 13   | Gaziantepspor      | 40  | 34 | 9  | 13 | 12 | 38 | 39  | -1   |
| 14   | Manisaspor (P)     | 37  | 34 | 8  | 13 | 13 | 27 | 34  | -7   |
| 15   | Sivasspor          | 34  | 34 | 8  | 10 | 16 | 42 | 59  | -17  |
| 16   | Diyarbakırspor (P) | 27  | 34 | 6  | 9  | 19 | 28 | 54  | -26  |
| 17   | Denizlispor        | 26  | 34 | 6  | 8  | 20 | 30 | 49  | -19  |
| 18   | Ankaraspor         | 0   | 34 | 0  | 0  | 34 | 0  | 102 | -102 |

Qualifications européennes
Ligue des Champions 2010-2011
- Champion : phase de groupes
- Vice-champion : 3e tour de qualification pour non-champions

Ligue Europa 2010-2011
- Vainqueur  de la Coupe de Turquie 2009-2010 : tour de barrages
- Troisième : 3e tour de qualification
- Quatrième : 2e tour de qualification

Relégation
- Trois derniers : relégation en Bank Asya 1.Lig 2010-2011

Abréviations
(T): Tenant du titre

(C): Vainqueur de la Coupe de Turquie 2009-2010

(P): Promu de Bank Asya 1.Lig 2008-2009
L'équipe d'Ankaraspor a été reléguée en division inférieure pour la saison prochaine. Aucun des matchs prévus ne furent joués, ils furent comptés comme victoire 3 à 0 pour l'adversaire.
Note: Le classement est établi selon le site officiel de la Fédération de Turquie de Football,

### Rencontres
| Résultats (▼dom., ►ext.)                                   | AnG | Ank | Ant | BJK | Bur  | Den | Diy | Esk | FB  | GS  | G.A | G.B | İBB | Kas | Kay | Man | Siv | TS  |
| Ankaragücü                                                 |     | 3-0 | 2-2 | 0-0 | 0-0  | 1-0 | 0-0 | 3-1 | 0-3 | 3-0 | 0-0 | 1-2 | 2-2 | 2-2 | 3-0 | 1-1 | 2-3 | 1-0 |
| Ankaraspor                                                 | 0-3 |     | 0-3 | 0-3 | 0-3  | 0-3 | 0-3 | 0-3 | 0-3 | 0-3 | 0-3 | 0-3 | 0-3 | 0-3 | 0-3 | 0-3 | 0-3 | 0-3 |
| Antalyaspor                                                | 1-0 | 3-0 |     | 0-1 | 1-1  | 2-1 | 4-1 | 1-2 | 1-2 | 2-3 | 1-0 | 2-0 | 1-3 | 2-0 | 4-0 | 0-0 | 3-0 | 1-1 |
| Beşiktaş                                                   | 1-0 | 3-0 | 2-0 |     | 2-3  | 1-0 | 0-0 | 3-2 | 3-0 | 1-1 | 0-0 | 4-1 | 2-0 | 2-1 | 0-1 | 2-0 | 2-2 | 0-0 |
| Bursaspor                                                  | 1-0 | 3-0 | 2-1 | 2-1 |      | 2-1 | 4-0 | 3-1 | 0-1 | 1-0 | 2-0 | 1-2 | 6-0 | 2-1 | 2-0 | 2-0 | 3-0 | 1-1 |
| Denizlispor                                                | 0-0 | 3-0 | 1-1 | 0-1 | 2-3  |     | 0-0 | 1-0 | 0-2 | 1-2 | 1-1 | 2-0 | 0-1 | 3-3 | 1-0 | 1-1 | 1-1 | 0-1 |
| Diyarbakirspor                                             | 2-2 | 3-0 | 1-0 | 1-3 | 0-3* | 0-2 |     | 0-2 | 1-3 | 1-2 | 1-3 | 1-0 | 1-3 | 2-2 | 0-3 | 0-0 | 1-1 | 1-2 |
| Eskişehirspor                                              | 0-0 | 3-0 | 2-1 | 0-1 | 3-2  | 2-0 | 0-0 |     | 2-1 | 2-1 | 3-2 | 0-0 | 2-1 | 2-0 | 0-1 | 1-0 | 1-1 | 1-0 |
| Fenerbahçe                                                 | 3-2 | 3-0 | 1-0 | 1-0 | 2-3  | 3-1 | 1-1 | 2-0 |     | 3-1 | 1-0 | 3-0 | 1-0 | 1-3 | 2-0 | 2-1 | 3-0 | 1-1 |
| Galatasaray                                                | 3-0 | 3-0 | 1-2 | 3-0 | 0-0  | 4-1 | 4-1 | 1-1 | 0-1 |     | 1-0 | 1-0 | 1-1 | 4-1 | 4-1 | 1-1 | 2-0 | 4-3 |
| Gaziantepspor                                              | 1-3 | 3-0 | 1-1 | 2-0 | 0-1  | 2-1 | 2-1 | 1-1 | 2-1 | 2-3 |     | 1-1 | 2-3 | 1-0 | 0-1 | 0-0 | 2-2 | 1-1 |
| Gençlerbirliği                                             | 0-1 | 3-0 | 0-2 | 0-0 | 0-0  | 2-0 | 1-0 | 2-2 | 0-0 | 2-1 | 1-1 |     | 3-1 | 0-2 | 0-0 | 0-2 | 2-0 | 2-2 |
| İstanbul BB                                                | 1-1 | 3-0 | 1-0 | 1-1 | 2-1  | 3-1 | 1-0 | 0-0 | 2-1 | 0-1 | 1-1 | 1-3 |     | 4-2 | 1-2 | 1-0 | 1-0 | 1-6 |
| Kasimpaşa                                                  | 2-0 | 3-0 | 2-2 | 2-2 | 0-2  | 3-1 | 1-0 | 1-1 | 0-1 | 1-3 | 3-0 | 0-4 | 1-3 |     | 2-2 | 3-1 | 2-2 | 3-1 |
| Kayserispor                                                | 3-0 | 3-0 | 1-2 | 1-2 | 3-0  | 3-0 | 2-0 | 1-2 | 1-1 | 0-0 | 1-1 | 1-1 | 1-1 | 0-0 |     | 1-2 | 2-2 | 1-0 |
| Manisaspor                                                 | 0-0 | 3-0 | 1-2 | 1-1 | 0-2  | 0-0 | 2-1 | 0-0 | 2-2 | 1-2 | 0-3 | 0-0 | 1-0 | 0-0 | 0-1 |     | 3-1 | 1-0 |
| Sivasspor                                                  | 3-3 | 3-0 | 2-0 | 0-1 | 1-3  | 2-0 | 0-2 | 2-1 | 1-5 | 1-1 | 3-0 | 0-2 | 0-1 | 1-1 | 2-4 | 1-0 |     | 1-2 |
| Trabzonspor                                                | 3-0 | 3-0 | 3-1 | 0-2 | 1-1  | 2-1 | 1-2 | 2-1 | 0-1 | 1-0 | 0-0 | 3-1 | 0-0 | 2-0 | 2-1 | 3-0 | 3-1 |     |
| - Victoire à domicile - Match nul - Victoire à l'extérieur |     |     |     |     |      |     |     |     |     |     |     |     |     |     |     |     |     |     |

* L'équipe d'Ankaraspor a été reléguée en Deuxième division pour l'année suivante. Elle ne jouera aucun match cette saison. Tous les matchs seront comptés 3-0 pour l'équipe adverse.

* Le match a été interrompu à la 17e à cause de jets de projectiles sur les joueurs de Bursaspor et sur les officiels du match de la part des supporters de Diyarbakirspor

## Meilleurs buteurs de la saison 2009-2010
| Rang | Buteurs             | Club           | Buts Note 1 | J. Note 2 |
| ---- | ------------------- | -------------- | ----------- | --------- |
| 1    | Ariza Makukula      | Kayserispor    | 21          | 29        |
| 2    | Julio Cesar         | Gaziantepspor  | 13          | 31        |
| 3    | Bobô                | Besiktas JK    | 12          | 29        |
| -    | Necati Ateş         | Antalyaspor    | 12          | 31        |
| 5    | Milan Baroš         | Galatasaray    | 11          | 17        |
|      | Alexsandro de Souza | Fenerbahçe     | 11          | 23        |
| -    | Mustafa Pektemek    | Genclerbirligi | 11          | 29        |
| -    | Umut Bulut          | Trabzonspor    | 11          | 29        |
| -    | Daniel Güiza        | Fenerbahçe     | 11          | 31        |
| 10   | İskender Alın       | Istanbul BB    | 10          | 27        |

| Source : Classement des buteurs 1: Nombre de buts inscrits dont pénaltys 2: Nombre de matchs durant lequel le joueur a marqué 3: Temps de jeu total en minutes |

## Ligue Fair Play Turkcell 2009-2010

### Présentation et dotation
La Ligue Fair Play Turkcell a été mise en œuvre pendant la saison 2008-2009 avec la coopération de la Fédération de Turquie de football et Turkcell pour développer l’esprit du Fair Play dans les ligues. Le leader de la première semaine est Gaziantepspor avec 0 point de pénalité.
Les récompenses de la Ligue Fair Play Turkcell :
- 500 000 dollars au premier ;
- 300 000 dollars au deuxième ;
- 200 000 dollars au troisième ; au total une récompense d’un million de dollars[5].

La première saison de la Ligue Fair Play Turkcell a abouti à la victoire de Gaziantepspor

### Points de Pénalités
Ils sont répartis comme suit :
- pour chaque carton jaune, 1 point de pénalité
- pour chaque carton rouge, 3 points de pénalité
- pour chaque fermeture de stade et de matchs sans spectateur, 5 points de pénalité
- pour chaque privation de droits, 6 points de pénalité

En dehors de ces pénalités si un club reçoit une pénalité pour non-respect de l’esprit sportif, il subira aussi des pénalités en points.
L’équipe ayant reçu le moins de points à la fin de la ligue sera le champion de Fair Play.

### Classement Fair Play
Le champion 2009-2010 de la Ligue Fait-Play est Bursaspor.
| Place | Club        | Points | Joué | Pénalité Carton Rouge | Pénalité Carton Jaune | Pénalité Fermeture Stade | Pénalité Sans spectateur | Pénalité privation de droits |
| ----- | ----------- | ------ | ---- | --------------------- | --------------------- | ------------------------ | ------------------------ | ---------------------------- |
| 1er   | Bursa       | 70     | 34   | 6                     | 52                    | 0                        | 0                        | 12                           |
| 2e    | G.Birliği   | 74     | 34   | 9                     | 65                    | 0                        | 0                        | 0                            |
| 3e    | Gaziantep   | 76     | 34   | 15                    | 56                    | 5                        | 0                        | 0                            |
| 4e    | Antalya     | 93     | 34   | 27                    | 66                    | 0                        | 0                        | 0                            |
| 5e    | Kasimpasa   | 93     | 34   | 12                    | 63                    | 0                        | 0                        | 18                           |
| 6e    | Galatasaray | 98     | 34   | 33                    | 65                    | 0                        | 0                        | 0                            |
| 7e    | Denizli     | 99     | 34   | 29                    | 70                    | 0                        | 0                        | 0                            |
| 8e    | Trabzon     | 100    | 34   | 3                     | 61                    | 0                        | 0                        | 36                           |
| 9e    | Manisa      | 102    | 34   | 30                    | 72                    | 0                        | 0                        | 0                            |
| 10e   | IBB         | 129    | 34   | 56                    | 73                    | 0                        | 0                        | 0                            |
| 11e   | Sivas       | 130    | 34   | 39                    | 91                    | 0                        | 0                        | 0                            |
| 12e   | Besiktas    | 146    | 34   | 22                    | 46                    | 0                        | 0                        | 78                           |
| 13e   | Kayseri     | 158    | 34   | 46                    | 94                    | 0                        | 0                        | 18                           |
| 14e   | Fenerbahçe  | 189    | 34   | 54                    | 67                    | 0                        | 20                       | 48                           |
| 15e   | Eskişehir   | 197    | 34   | 24                    | 89                    | 0                        | 0                        | 84                           |
| 16e   | A.Gücü      | 390    | 34   | 39                    | 60                    | 0                        | 15                       | 276                          |
| 17e   | Diyarbakır  | 588    | 34   | 81                    | 59                    | 5                        | 35                       | 408                          |

Note : Le classement sera mis à jour en fonction du site officiel de la TFF. Dernière mise à jour : 26 mai 2010.